# Més per Menorca
Més per Menorca (MxMe o simplemente Més, en español: «Más por Menorca») es un partido político español de ámbito menorquín. 
En 2015 se presentó a las elecciones autonómicas e insulares en formato de coalición compuesta por el Partido Socialista de Menorca, Esquerra Republicana de Menorca y Verds Equo obteniendo tres diputados (6568 votos) en el Parlamento de las Islas Baleares y tres consejeros (6993 votos) en el Consejo Insular de Menorca logrando la presidencia de la institución mediante un pacto con el PSOE y Unidas Podemos. 
En 2019 se presentó a los comicios como partido obteniendo dos diputados (5960 votos) en el Parlamento de las Islas Baleares y manteniendo los tres consejeros (6953) en el Consejo Insular de Menorca.
En las Elecciones generales de España de 2016,  Més per les Illes Balears (Més per Menorca, Més per Mallorca y Ahora Ibiza) integró la candidatura Units Podem Més con Unidas Podemos.
En abril de 2022, Més per Menorca presentó junto a Més per Mallorca y Ara Eivissa la iniciativa Ara Més, como proyecto para la conformación de una coalición electoral para obtener representación en las Cortes Generales. En las elecciones al Parlamento de las Islas Baleares de 2023 Més per Menorca se presentó como partido político, sin integrarse en ninguna coalición.
Tras ser convocadas las elecciones generales de 2023, este partido optó por presentarse junto al resto de impulsores del preacuerdo Ara Més en la coalición de ámbito estatal Sumar bajo la denominación Ara Més-Sumar en la circunscripción electoral de Islas Baleares.

## Resultados electorales

### Elecciones alConsejo Insular de Menorca
|  | 18.74 % |

|  | 17.82 % |

|  | 17.42 % |

a Respecto al resultado del PSM

### Parlamento de las Islas Baleares
| Parlamento de las Islas Baleares |                      |                           |                       |       |                |                         |                     |
| Elecciones                       | Escaños (en Menorca) | ±                         | Posición (en Menorca) | Votos | % (en Menorca) | Gobierno                | Candidato           |
| 2015                             | 3/13                 | 2 (respecto a PSM-IV-ExM) | 3.º                   | 6.568 | 17,48 %        | Coalición (PSOE-MÉS)    | Nel Martí           |
| 2019                             | 2/13                 | 1                         | 3.º                   | 6.058 | 15,4 %         | Coalición (PSOE-MÉS-UP) | Josep Castells Baró |
| 2023                             | 2/13                 | Sin cambios               | 3.º                   | 6.382 | 16,64 %        | Oposición               | Josep Castells Baró |